# 公國
公國，是一种君主制国家，指封建制下公爵或女公爵的封国。欧洲封建制中的公国拉丁文称为Ducatus。中国封建制中也有公国，是中国公爵的封地。

## 術語學
大公國、土邦、親王國和公国类似但含义不同，在中文中有时被译作为公国。
大公國（Magnus Ducatus）为欧洲封建制中的一种封地，英文为Grand Duchy，其统治者稱大公（Grand Duke）。過去的奧地利大公國和现今的卢森堡大公国即为一例。
親王國（Principatus）亦是歐洲封建制中的一種封地，英文為Principality / Princedom，其統治者稱為親王（Prince），字義為「元首」。在某些國家親王是皇帝或國王的兒子，或其爵位的世襲繼承人。不过，一些主权国家，如摩納哥（Principauté de Monaco，通常被正式譯為摩納哥公國）、安道爾（Principat d'Andorra，通常被正式譯為安道爾公國）、列支敦斯登（Fürstentum Liechtenstein，通常被正式譯為列支敦斯登公國），其元首在中文常被译为“大公”。通常非主权国家的领地贵族才被译作“亲王”或“王子”，如威尔士亲王（英語：Prince of Wales，附属于大不列颠及北爱尔兰联合王国）、奥兰治亲王（荷蘭語：Prins van Oranje，附属于荷兰王国）等。
因語言不同，中歐和東歐的一些封國的譯名在中文、英文中有既可譯作“親王國”也可譯作“公國”者。历史上的亲王国还有阿尔巴尼亚亲王国、班都斯親王國、沿海克罗地亚親王国（英文）等。一些近现代私人成立的未被普遍承认的国家也使用亲王国为名，如西蘭親王國、赫特河亲王国、塞波加亲王国、馬爾堡親王國、弗里多尼亚亲王国。
土邦（Princely States）也是類似親王國的主權國，是英国对其殖民地时期南亚和东南亚部分地区保存的土著王公领地的总称。其统治者稱作王公（英文也是譯作親王Prince）。
大公國、公国、親王國和土邦都是奉行長子繼承制。

## 欧洲公國列表
以下列出欧洲各公国的中文及英文名称。

### 奥地利、德国、意大利、低地国家的公国
- 阿塞倫札公國（英语：Duchy of Acerenza）
- 普利亚公国
- 奥地利公国
- 巴伐利亚公国
- 布拉班特公国
- 不来梅公国（英语：Duchy of Bremen）
- 不伦瑞克公国
- 克恩頓公國
- 卡尔尼奥拉公国
- 費拉拉公國
- 弗兰肯公国
- 海尔德公国
- 荷尔斯泰因公国
- 劳恩堡公国
- 林堡公国
- 上洛林公国
- 下洛林公国
- 卢森堡公国（注意并非现卢森堡大公国）
- 马格德堡公国
- 曼托瓦公国
- 梅克伦堡公国
- 米兰公国
- 摩德納和雷焦公國
- 奥尔登堡公国
- 帕爾馬公國
- 波美拉尼亞公國
- 薩爾斯堡公國
- 萨伏依公国
- 萨克森公国
- 石勒苏益格公国
- 斯波莱托公国
- 斯蒂里亚公国
- 士瓦本公國
- 烏爾比諾公國
- 符腾堡公国

### 丹麦的公国
- 石勒苏益格公国
- 荷尔斯泰因公国

### 英格兰的公国
- 兰开斯特公国
- 康沃尔公国

### 法国的公国
- 安茹公国
- 阿基坦公国
- 贝里公国
- 波旁公国
- 布列塔尼公國

- 勃艮第公国
- 加斯科涅公國
- 诺曼底公国
- 奥尔良公国

### 波兰和立陶宛的公国
- 利沃尼亚公国
- 普鲁士公国
- 华沙公国
- 萨莫吉希亚公国
- 波羅的聯合公國

### 西班牙和葡萄牙的公国
- 巴斯克公国（英语：Duchy of Vasconia）

### 瑞典的公国
瑞典的所有旧省都可以作为形式上的公国。王子、亲王与公主都会领有一个或多个公国。现时存在的公国如下。
- 西約特蘭 - 丹尼爾親王与維多利亞王儲
- 韋姆蘭 - 卡爾·菲利普王子
- 耶斯特里克蘭和 海爾辛蘭 - 马德琳公主
- 東約特蘭 - 艾絲黛拉公主
- 哥特蘭 - 萊奧諾公主
- 翁厄曼蘭 - 尼古拉王子

### 法兰克的公国
- 法兰西公国（英语：Duke of France）
- 法兰克公国（英语：Duke of the Franks）
- 拉什卡公国（英语：Raška (state)）

### 其他欧洲公国
- 西蘭公國

## 中国公国列表
- 周朝諸侯國列表
- 汉朝
  - 殷绍嘉公→宋公
  - 周承休公→郑公→衛公
  - 安汉公王莽
  - 新朝公国列表
  - 魏公曹操
- 曹魏公爵列表
- 晉朝公爵列表
- 南朝公爵列表
- 北朝公国列表
- 隋、唐、五代十国、北宋、南宋、辽朝的国公、郡公、县公和金朝、元朝的國公、郡公，只有封號沒有封地，因此沒有公國之稱
- 明朝公爵列表
- 清朝宗室、覺羅、藩部有奉恩镇国公、奉恩辅国公、不入八分镇国公、不入八分辅国公封爵，功臣有公爵爵位，所有的封爵只加美号，不加国号、邑号，也没有封地，因此没有公国之称